# 翼柄蒲公英
翼柄蒲公英（学名：Taraxacum alatopetiolum）为菊科蒲公英属下的一个种。

## 扩展阅读
- 維基物種上的相關：翼柄蒲公英